# St Mary le Strand

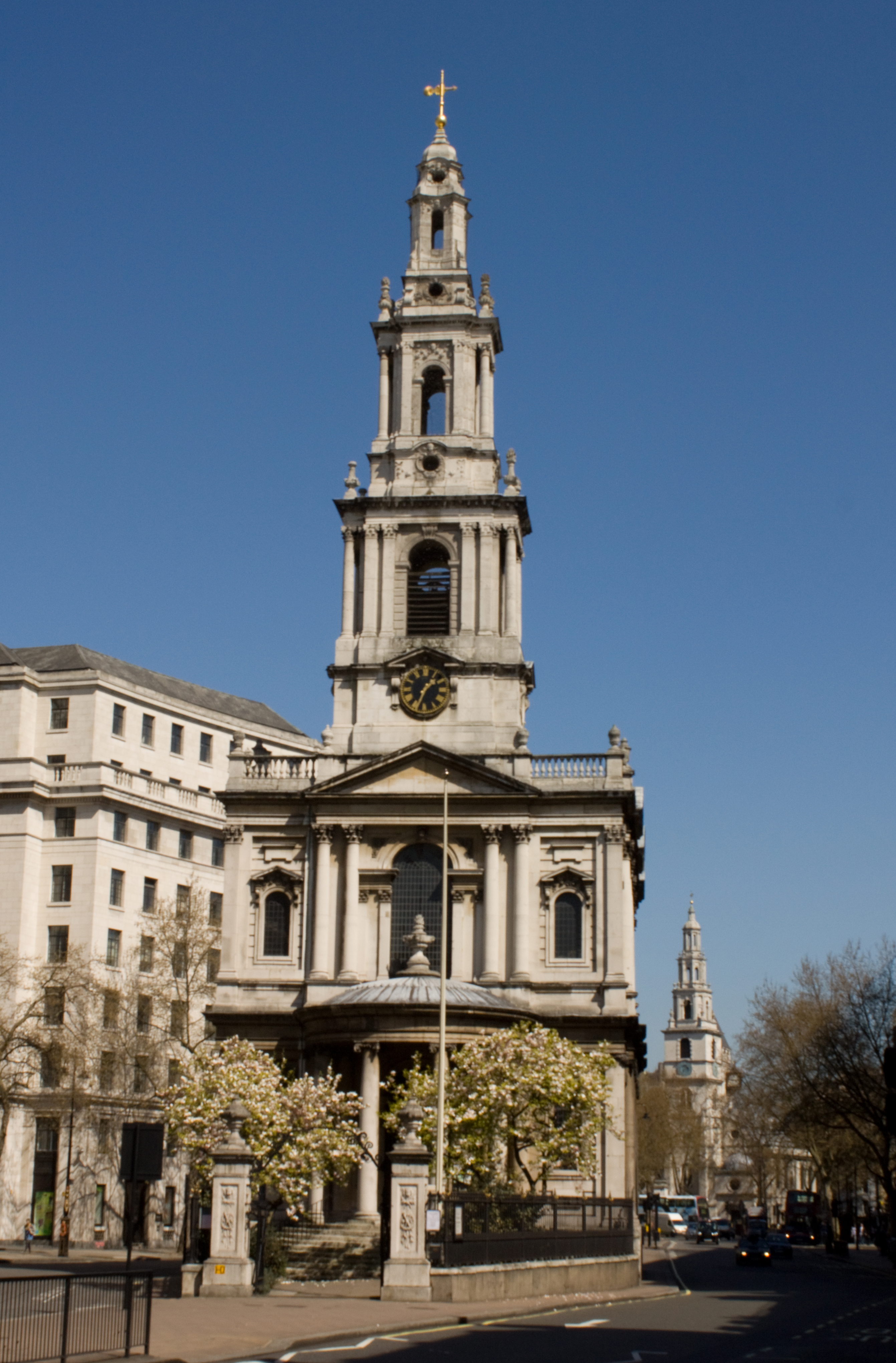
St Mary le Strand

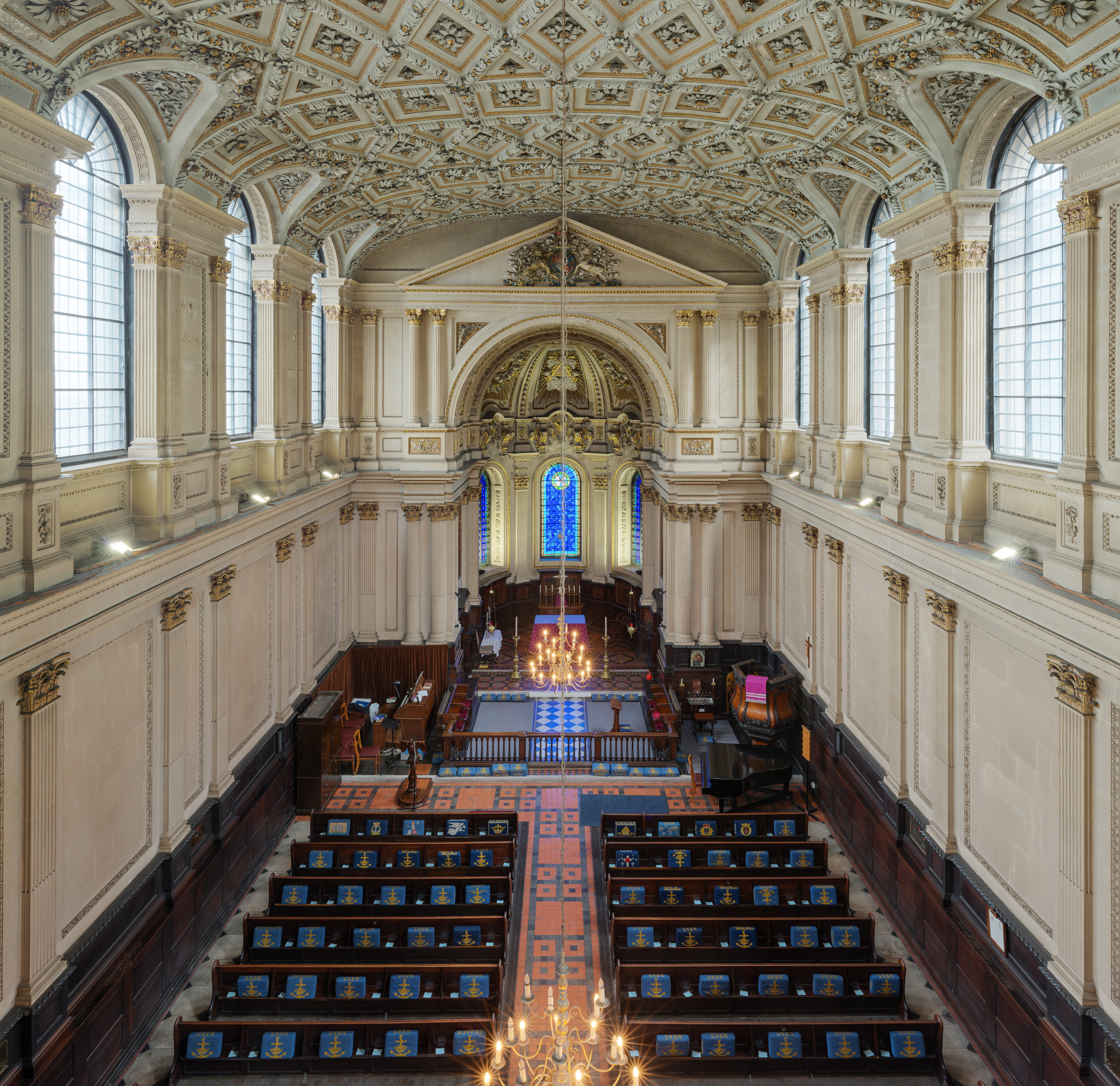
Innenraum

St Mary le Strand ist eine von James Gibbs 1714–1723 errichtete barocke Gemeindekirche der Church of England in der Londoner Innenstadt. Bemerkenswert ist ihre Lage auf einer Verkehrsinsel mitten auf der parallel zur Themse verlaufenden verkehrsreichen Straße Strand.

## Geschichte
Ein hochmittelalterlicher Bau wurde 1549 abgerissen, weil er dem Duke of Somerset bei der Errichtung seines Stadtpalastes im Wege war. Zu einem etwas weiter nördlich gelegenen Neubau kam es erst, nachdem 1711 das Parlament im „Act of the 50 New Churches“ eine Kommission zum Bau von fünfzig neuen Kirchen eingesetzt hatte, die für Kirchenneubauten in der rapide wachsenden Stadt sorgen sollte. Mit dem ersten so geförderten Neubau wurde James Gibbs betraut. Der schottische Architekt war 1708 aus Rom zurückgekommen, wo er bei Carlo Fontana studiert hatte. 1713 konnte er als Mitglied der genannten Kommission seinen ersten eigenständigen Neubau realisieren. Noch während der Bauzeit entwarf er auch die Pläne für seinen anderen wichtigen Sakralbau, St Martin-in-the-Fields am Trafalgar Square.

## Architektur
Gemessen an anderen zeitgenössischen Saalkirchen Londons ist dieser Bau kräftig modelliert: Der Apsis im Osten entspricht auf der gegenüberliegenden Eingangsseite eine offene Vorhalle mit halbrunder Säulenstellung nach römischen Vorbildern (Cortona: Santa Maria della Pace). Die zweigeschossige Außengliederung entspricht hochbarocken Profanbauten. Die leichte Wölbung der Decke im Inneren ist mit einer reich in Weiß und Gold gehaltenen Reliefdekoration versehen. Der von Gibbs ursprünglich nicht in dieser Höhe vorgesehene Turm erinnert an entsprechende Bauteile von Christopher Wren.